# W Barcelona
El hotel W Barcelona, también conocido como Hotel Vela, es un edificio diseñado por el arquitecto español Ricardo Bofill de 98,8 m de altura. Se sitúa en el barrio de la Barceloneta, enmarcado dentro de la ampliación de la zona sur del puerto de Barcelona. Forma parte de la cadena hotelera Marriott International.El propietario del edificio es el fondo soberano de Qatar.La gestión la realiza Marriott intl..bajo su marca de segmento luxury premium "W".

## El edificio
En el momento de su presentación el proyecto contaba con una torre en forma de vela que alcanzaba los 168 metros.[cita requerida] Sin embargo, el ayuntamiento de la ciudad obligó al arquitecto a modificar el proyecto para no alterar la silueta de Barcelona que debe ser coronada por las dos torres de la Villa Olímpica, por lo que cuando se inauguró, el 1 de octubre de 2009, contó finalmente con 98,8 metros de altura y 473 habitaciones.

## Escultura

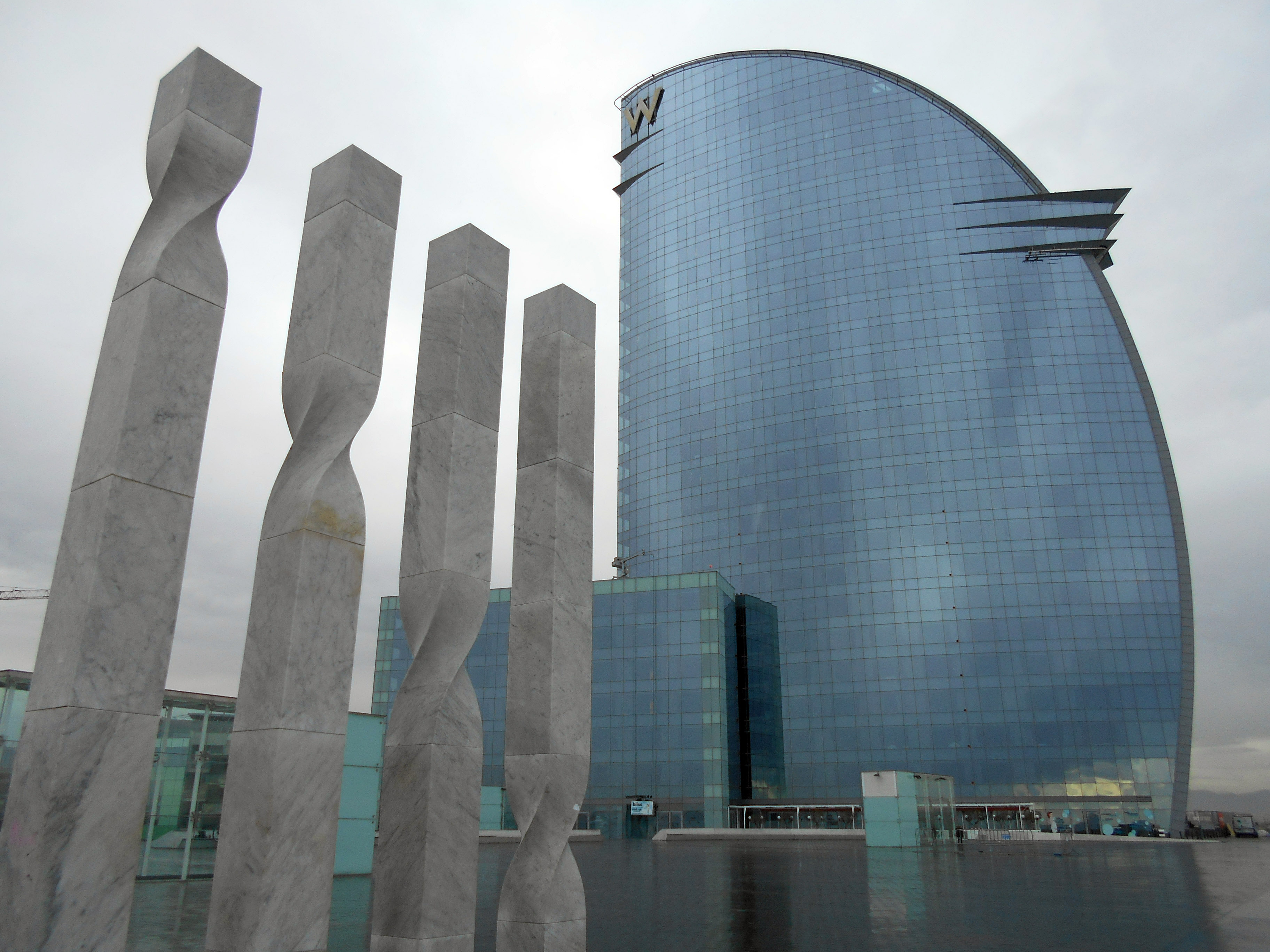
Las cuatro barras de la señera catalana

Como complemento al edificio, Bofill pensó colocar una escultura en la plaza adyacente, la plaza de la Rosa de los Vientos, titulada Las cuatro barras de la señera catalana, como homenaje a la bandera catalana. Está formada por cuatro columnas ortoédricas de 6 metros de altura, con un giro helicoidal para dar movimiento.

## Controversia
Su construcción fue controvertida, desde diversas asociaciones vecinales y ecologistas denunciaron en 2009 que el edificio infringía la Ley de protección de costas, porque el edificio se construyó a veinte metros del agua, a la par que defendían que suponía una privatización de terrenos de dominio público al estar instalado en zonas portuarias.
Esas mismas asociaciones demandaron la demolición del edificio, como ocurre con otras edificaciones afectadas por esta ley.